# James Morrow Walsh
Pour les articles homonymes, voir James Walsh (homonymie) et Walsh.
James Morrow Walsh (22 mai 1840 - 25 juillet 1905) fut un des membres fondateurs de la Police montée du Nord-Ouest, aujourd'hui Gendarmerie royale du Canada, commissaire du district du Yukon et négociateur avec les autorités américaines lors de l'exil de Sitting Bull et des Lakotas au Canada.

## Jeunesse
James Morrow Walsh est né à Prescott (Ontario), dans ce qui était à l'époque le Haut-Canada, de Lewis Walsh and Margaret Morrow. Peu doué à l'école, il travailla comme machiniste, comme employé des chemins de fer, commis de magasin, courtier en bourse et gérant d'hôtel. Il s'engagea ensuite dans les rangs de la milice et combattit durant les raids Féniens. On lui offre ensuite une mission convoitée au sein de l’expédition de la rivière Rouge mais il se désiste à la dernière minute et se maria le 19 avril 1870 à Mary Mowat.

## Police montée du Nord-ouest
Grâce à ses relations au sein du Parti conservateur du Canada, il est nommé officier dans la Police montée du Nord-Ouest (PMNO). Cette force de police, nouvellement formée en mai 1873 par Sir John A. Macdonald, avait pour mission mettre fin au commerce du whisky, d'imposer la Loi et la souveraineté canadienne sur les territoires de l'ouest nouvellement acquis de la Couronne britannique, et pour encourager les autochtones à s’installer dans des réserves. Walsh participa à la sélection des agents et fut nommé adjudant et maître d'équitation une fois rendu à Winnipeg. 
En 1874, il a été promu Inspecteur et participa à la Marche vers l'Ouest, le déploiement de la première troupe de la PMNO dans ce qui deviendrait  la Saskatchewan et l’Alberta. En 1875, Walsh avec la Troupe B furent envoyés par le Commissaire Macleod de la PMNO dans la région de Cypress Hills du sud-ouest de la Saskatchewan pour y établir un poste pour surveiller la frontière avec les États-Unis. Ce poste, nommé plus tard Fort Walsh, doit rapidement composer avec les retombées des guerres indiennes aux États-Unis : Lakotas et Nez-Percé se réfugient au Canada en 1876-1877. Fort Walsh devient rapidement le quartier général de la PMNO entre 1878 et le restera jusqu'en 1882. 
James Walsh qui se bâtit une réputation de justice et de gardien de la paix auprès de Sitting Bull et des Lakota qui fuyaient les États-Unis après la bataille de Little Big Horn. Il les aide à échapper à la vengeance des troupes américaines et à survivre à la disparition des bisons. Il ne peut cependant les convaincre de retourner au sud de la frontière et il est transféré à Fort Qu'Appelle en 1880. À cause de sa sympathie envers les Sioux, le gouvernement canadien le força à prendre des vacances prolongés à Brockville (Ontario) pendant les négociations avec les États-Unis. Il ne put revenir dans l'Ouest qu'après le départ des Sioux qui survint en 1881. Dégoûté du traitement de ce sujet par les autorités canadiennes, il remit sa démission en 1883.

## Yukon
James Walsh se lança ensuite dans un commerce de charbon devenant directeur de la Dominion Coal, Coke, and Transportation Company. Son ami Clifford Sifton, ministre de l'Intérieur du gouvernement de Sir Wilfrid Laurier, réussit à lui faire obtenir le poste de Commissaire (gouverneur) du district du Yukon en 1897 et réintégré Superintendant de la PMNO pour ce même territoire. Le cumul de ses deux postes souleva des ressentiments de la part de ses collègues au sein de la PMNO et il dut démissionner en 1898. Il se retira à Brockville où il est mort à l’âge de 65 ans.